# Meskerem Mamo
Meskerem Mamo (* 13. April 1999) ist eine äthiopische Langstreckenläuferin.

## Sportliche Laufbahn
Erste internationale Erfahrungen sammelte Meskerem Mamo bei den Afrikameisterschaften 2016 in Durban, bei denen sie in 15:18,06 min den vierten Platz im 5000-Meter-Lauf belegte. Im Jahr darauf siegte sie in 15:37,13 min bei den Juniorenafrikameisterschaften in Tlemcen und 2018 gewann sie bei den Afrikameisterschaften in Asaba in 15:57,38 min die Bronzemedaille hinter der Kenianerin Hellen Obiri und ihrer Landsfrau Senbere Teferi.

## Persönliche Bestzeiten
- 3000 Meter: 8:33,63 min, 4. Mai 2018 in Doha
  - 3000 Meter (Halle): 8:43,56 min, 8. Februar 2018 in Madrid
- 5000 Meter: 14:36,89 min, 8. Juni 2021 in Hengelo